# غندرة
غّنْدِرة أو (نقحرة: غاندرا)  هي أبرشية في بلدية بَريدِس في البرتغال، يبلغ عدد سكانها 6,974 حسب إحصائيات عام 2011، وتبلغ مساحتها 11.76 كيلو متر مربع، تلقت اعترافها كمدينة في عام 2003.